# Rothenmühle (Münchberg)
Rothenmühle ist ein Gemeindeteil der Stadt Münchberg im Landkreis Hof (Oberfranken, Bayern). Rothenmühle liegt in der Gemarkung Markersreuth.

## Geografie
Der Weiler liegt am Schlegler Grenzbach, der unmittelbar östlich als rechter Zufluss in den Ulrichsbach mündet. Östlich und westlich befinden sich einige Weiher. Die Staatsstraße 2461 führt nach Schlegel (2,1 km südlich) bzw. an Schotteneinzel vorbei nach Reuthlas (1,8 km nördlich).

## Geschichte
Rothenmühle gehörte zur Realgemeinde Markersreuth. Gegen Ende des 18. Jahrhunderts bestand Rothenmühle aus drei Anwesen (1 Mühlengut, 2 halbe Tropfhäuser). Die Hochgerichtsbarkeit stand dem bayreuthischen Stadtrichteramt Münchberg zu. Das Kastenamt Münchberg war Grundherr der Anwesen.
Von 1797 bis 1810 unterstand Rothenmühle dem Justiz- und Kammeramt Münchberg. Infolge des Ersten Gemeindeedikts wurde Rothenmühle dem 1812 gebildeten Steuerdistrikt Markersreuth und der zugleich entstandenen die Ruralgemeinde Markersreuth zugewiesen. Im Zuge der Gebietsreform in Bayern wurde Rothenmühle am 1. Mai 1978 nach Münchberg eingemeindet.

### Ehemaliges Baudenkmal
- Brücke über den Herrnreuthbach (=Schlegler Grenzbach), 1781 errichtet, modern gegen Westen erweitert. Zu einem Joch; der alte Ostteil aus Bruchsteinmauerwerk.[8]

### Einwohnerentwicklung
| Jahr      | 1812  | 1819   | 1861   | 1871   | 1885   | 1900   | 1925   | 1950   | 1961   | 1970   | 1987  |
| Einwohner | *     | †      | 22     | 20     | 14     | 19     | 14     | 6      | 10     | 9      | 11    |
| Häuser    | *     |        |        | 3      | 2      | 2      | 1      | 2      |        | 3      |       |
| Quelle    | [ 6 ] | [ 10 ] | [ 11 ] | [ 12 ] | [ 13 ] | [ 14 ] | [ 15 ] | [ 16 ] | [ 17 ] | [ 18 ] | [ 1 ] |

## Religion
Rothenmühle ist bis heute nach St. Martin (Ahornberg) gepfarrt und evangelisch-lutherisch geprägt.